# SoltyRei
Solty Rei é uma série de anime japonesa produzida pelos estúdios Gonzo e AIC, que combina atributos de drama e ficção científica (sci-fi), sobre os habitantes de uma cidade onde a Aurora Boreal causa sérios problemas. É dirigida por Yoshimasa Hiraike e co-produizda pela TV Asahi, Gonzo e AIC, com música dirigida por Toshiyuki Omori.

## Sinopse
Roy Revant vive a difícil rotina de um caçador de recompensas em uma cidade pós-apocalíptica, onde milhares de pessoas morreram em circustâncias misteriosas devido à ocorrência de um evento chamado de Grande Explosão, causada pela Aurora Boreal. Aqueles que sobreviveram sofrem com suas perdas. Pessoas cujos corpos foram deturpados graças à Grande Explosão passaram a utilizar próteses mecânicas (denominadas "resembles" ou "similares") de alta tecnologia para poderem sobreviver.
Numa de suas missões como caçador de recompensas, Roy conhece uma menina que salva sua vida por acaso. Esta menina, tal como inúmeros outros, possui "resembles" em seu corpo. O intrigante é que todo o seu corpo é composto por "resembles". Mais tarde, Solty, nome dado à menina por Roy, passa a viver com o caçador. Roy procura a filha desaparecida após o Big Bang, e Solty ajuda-o sempre que possível.